# São Gonçalo (Funchal)
São Gonçalo es una freguesia portuguesa del concelho de Funchal, con 7,08 km² de superficie y 7.232 habitantes (2001). Su densidad de población es de 1 021,5 hab/km².